# 五路把都儿台吉
五路把都儿台吉（16世纪—1613年？），又作五路黄台吉、那木儿台吉，孛儿只斤氏。16世纪蒙古右翼土默特部領主，俺答汗之孙，辛爱黄台吉的第二子。
不他失礼率领土默特的属部兀鲁特部，在山西天镇以北驻牧。隆庆五年（1571年），明穆宗封他为指挥佥事，升任为指挥同知。与明朝互市于山西新平市口。万历二十年（1592年），升任为龙虎将军。万历三十三年（1605年），索要赏赐攻击明朝边境，明朝于是把他革除市赏。他立誓悔过，向明朝退还所掠人畜，市赏得到恢复。万历三十五年（1607年），他哥哥顺义王撦力克死后，三娘子的亲孙子素囊台吉不同意撦力克的儿子卜失兔与三娘子合婚、袭位顺义王。万历三十九年（1611年），五路黄台吉集结七十三部台吉，逼迫素囊台吉、三娘子，明朝也参与斡旋，使卜失兔得与三娘子成婚、袭位顺义王。因为他维护与明朝的和平，被明朝朝廷倚重。
他有四个儿子：
1. 敖卜言台吉
2. 聂库台吉
3. 虎剌哈气台吉
4. 忽同台吉